# شينا إيستون
شينا شيرلي إيستون (بالإنجليزية: Sheena Shirley Easton) وولدت باسم شينا شيرلي أور (بالإنجليزية: Sheena Shirley Orr) هي مغنية وكاتبة أغاني اسكتلندية ولها جنسية أمريكية ولدت في يوم 27 أبريل 1959 في بلدة بيلشيل في اسكتلندا، بدأت الغناء في عقد الثمانينات، واشتهرت بعد مشاركتها في برنامج تلفزيون الواقع ذا بيغ تايم، مما أدى لقيام شركة إيمي للتسجيلات لتوقيع عقد معها. طرحت أول أغنيتين لها هي مودرن غيرل و 9 تو 5 وألتان كانتا ضمن أفضل 10 أغاني في المملكة المتحدة وقتها وكانت ضمن أفضل 100 أغنية في الولايات المتحدة أيضاً. ترشحت 6 مرات لنيل جائزة غرامي وفازت مرتين بها، أولها في سنة 1982 بجائزة أفضل فنانة صاعدة، وثانيها في عام 1985 بجائزة أفضل أداء أمريكي مكسيكي في أغنيتها المشتركة مي غوستاس تال كومو ايريس مع المغني لويس ميغيل، ووصلت  أنتجت شينا إيستون حوالي 16 ألبوم و45 أغنية منفردة، ووصلت لمراتب متقدمة في الولايات المتحدة.

## الحياة الشخصية
تزوجت شينا إيستون وتطلقت 4 مرات وتبنت طفلين، أول زواج لها كان في اسكتلندا لساندي إيستون وألذي أخذت منه إسمها في سنة 1979 وتطلقا بعد 8 أشهر، زواجها الثاني كان مع مدير أعمالها روب لايت في سنة 1984 وإنتهى الزواج بعد 18 شهر. في سنة 1992 حصلت على الجنسية الأمريكية وفي سنة 1994 تبنت أول طفل وسمته جيك إيستون، وبعد عامين تبنت طفلة وسمتها سكايلر إيستون. في صيف 1997 تقابلت مع المنتج تيم ديلارم وتزوجا في يوليو 1997 في لاس فيغاس وتطلقا بعد سنة واحدة فقط. في 22 نوفمبر 2002 تزوجت لرابع مرة من جراح التجميل جون مينولي وتطلقت منه بعد عام أيضاً. تقيم حالياً في مدينة هندرسون في نيفادا في الولايات المتحدة.

## روابط خارجية
- شينا إيستون على موقع IMDb (الإنجليزية)
- شينا إيستون على موقع ميتاكريتيك (الإنجليزية)
- شينا إيستون على موقع الموسوعة البريطانية (الإنجليزية)
- شينا إيستون على موقع روتن توميتوز (الإنجليزية)
- شينا إيستون على موقع قاعدة بيانات الأفلام العربية
- شينا إيستون على موقع ألو سيني (الفرنسية)
- شينا إيستون على موقع ميوزك برينز (الإنجليزية)
- شينا إيستون على موقع أول موفي (الإنجليزية)
- شينا إيستون على موقع قاعدة بيانات برودواي على الإنترنت (الإنجليزية)
- شينا إيستون على موقع قاعدة بيانات برودواي على الإنترنت (الإنجليزية)